# For the Masses
For the Masses est un album hommage au groupe Depeche Mode, l'album est spécifiquement consacré au travail de Martin L. Gore comme compositeur du groupe ; le fait qu'aucune chanson écrite par Vince Clarke ou Alan Wilder n'ont été choisie n'était pas une coïncidence. La couverture de l'album et le titre ont été inspirés par Music for the Masses, un album de Depeche Mode de 1987.
Le projet de graver cet album a été initié par les membres du groupe God Lives Underwater, David Reilly en particulier, ils obtiennent pour ce projet la collaboration de quelques groupes plus connus comme The Cure, The Smashing Pumpkins, Deftones, Rammstein ou encore Meat Beat Manifesto.
D'autres, tels que les Foo Fighters et Marilyn Manson, désiraient participer mais n'ont pas pu le faire pour des problèmes d'agenda. En 2004, Marilyn Manson sur le best of Lest We Forget publie finalement une version de Personal Jesus.
Les Cure font apparaître World in My Eyes dans leur Box de 4 CD avec toutes les faces B et quelques raretés de 1978 à 2001, Join the Dots.

## Liste des morceaux
1. Never Let Me Down Again par The Smashing Pumpkins - 4:01
2. Fly on the Windscreen par God Lives Underwater - 5:22
3. Enjoy the Silence par Failure - 4:20
4. World in My Eyes par The Cure - 4:51
5. Policy of Truth par Dishwalla - 3:45
6. Somebody par Veruca Salt - 4:05
7. Everything Counts par Meat Beat Manifesto - 5:24
8. Shake the Disease par Hooverphonic - 3:59
9. Master and Servant par Locust - 3:40
10. Shame par Self - 4:12
11. Black Celebration par Monster Magnet - 4:16
12. Waiting for the Night par Rabbit in the Moon - 7:34
13. I Feel You par Apollo Four Forty - 5:21
14. Monument par GusGus - 5:21
15. To Have and to Hold par Deftones - 2:53
16. Stripped par Rammstein - 4:44

Toutes les chansons ont été écrites par Martin L. Gore.

## Référence
1. ↑  Chronique de l'album For The Masses, Christophe Basterra, Magic, n°21, janvier 1998.